# 6824 Mallory
6824 Mallory è un asteroide della fascia principale. Scoperto nel 1988, presenta un'orbita caratterizzata da un semiasse maggiore pari a 3,1176505 UA e da un'eccentricità di 0,1966605, inclinata di 2,00100° rispetto all'eclittica.